# ヴェローナ・ポルタ・ヌオーヴァ駅
ヴェローナ・ポルタ・ヌオーヴァ駅（イタリア語: Stazione di Verona Porta Nuova）はイタリアヴェネト州ヴェローナ県ヴェローナにある、レーテ・フェッロヴィアーリア・イタリアーナ（RFI）の鉄道駅。同市の代表駅である。

## 隣の駅
トレニタリア
フレッチャルジェント
ロヴェレート駅/ブレシア駅 - ヴェローナ・ポルタ・ヌオーヴァ駅 - ボローニャ中央駅
フレッチャビアンカ
ペスキエーラ・デル・ガルダ駅 - ヴェローナ・ポルタ・ヌオーヴァ駅 - ビチェンツァ駅
ユーロシティ
ロヴェレート駅 - ヴェローナ・ポルタ・ヌオーヴァ駅 - ビチェンツァ駅
ユーロナイト
トレント駅 - ヴェローナ・ポルタ・ヌオーヴァ駅 - ボローニャ中央駅
インターシティ・ノッテ（ニース-モスクワ間）
ミラノ・ロゴレード駅 - ヴェローナ・ポルタ・ヌオーヴァ駅 - ボルツァーノ駅
インターシティ・ノッテ（ボルツァーノ-ローマ間）
ロヴェレート駅 - ヴェローナ・ポルタ・ヌオーヴァ駅 - オルヴィエート駅
レギオナルトレイン(ヴェローナ-ヴェネツィア間・ラティザーナ間)
ヴェローナ・ポルタ・ヌオーヴァ駅 - ヴェローナ・ポルタ・ヴェスコーヴォ駅
レギオナルトレイン（ブレンネロ-ボローニャ間）
ドメリアラ＝サンタンブロージョ駅 - ヴェローナ・ポルタ・ヌオーヴァ駅 - イーゾラ・デッラ・スカーラ駅
レギオナルトレイン（ブレシア-ヴェネツィア間）
カステルヌオーヴォ・デル・ガルダ駅 - ヴェローナ・ポルタ・ヌオーヴァ駅 - ヴェローナ・ポルタ・ヴェスコーヴォ駅
レギオナルトレイン（ボルツァーノ-ヴェローナ間）
ドメリアラ＝サンタンブロージョ駅 - ヴェローナ・ポルタ・ヌオーヴァ駅
レギオナルトレイン（ヴェローナ-マントヴァ間）
ヴェローナ・ポルタ・ヌオーヴァ駅 - ドッソブオノ駅
トレノルド
ユーロシティ・ユーロナイト
ペスキエーラ・デル・ガルダ駅 - ヴェローナ・ポルタ・ヌオーヴァ駅 - ビチェンツァ駅
レギオナルトレイン（ミラノ-ヴェローナ間）
ペスキエーラ・デル・ガルダ駅 - ヴェローナ・ポルタ・ヌオーヴァ駅
レギオナルトレイン（ブレシア-ヴェローナ間）
カステルヌオーヴォ・デル・ガルダ駅 - ヴェローナ・ポルタ・ヌオーヴァ駅